# Jim Raynor
James Eugene "Jim" Raynor è uno dei personaggi principali della serie di videogiochi ambientati nell'universo di StarCraft. È tra le figure predominanti in StarCraft e Brood War, nonché personaggio giocabile in StarCraft II: Wings of Liberty. Oltre al mondo dei videogiochi, appare anche nei romanzi Liberty's Crusade e Queen of Blades, mentre le sue vicende passate sono narrate in Heaven's Devils e Devil's Due.
Ideato da Chris Metzen e James Phinney, Raynor è vagamente basato sull'omonimo protagonista del film Effetto allucinante del 1991, e concepito per rappresentare l'uomo comune in una serie popolata da personaggi politicamente motivati. Il suo aspetto fisico, che ha subito importanti alterazioni dal passaggio da StarCraft a StarCraft II, è stato ideato da Metzen stesso.

## Storia

### Antefatti: Ufficiale Confederato
All'inizio del gioco, nel 2499, ha 29 anni. Raynor, come tutti, ha un passato. Ha servito, assieme al famigerato ergastolano Tychus Findlay, nel 321º Battaglione Ranger «Diavoli del Paradiso» al termine delle Guerre di Gilda fra Confederazione e Kel-Moriani. Raynor e Findlay si incontrarono per la prima volta a Fort Howe su Turaxis II, dopo che Findlay aveva passato tre mesi di punizione in un riformatorio militare per aver assalito un ufficiale. Nella fase finale delle Guerre di Gilda, Raynor e Findlay furono accusati di strage, dopo una sfortunata missione su Turaxis II. Da parte loro, Raynor e Findlay sapevano che la colpa del fallimento disastroso dell'operazione, e delle morti risultanti, era dei loro superiori. I due disertarono poco dopo, consapevoli che non avrebbero mai ricevuto un processo regolare se questo avrebbe significato macchiare la reputazione degli ufficiali confederati. Rimasero fuorilegge per anni, finché Tychus fu catturato dalle forze dell'ordine confederate, e condannato a vita alla detenzione criogenica.

### Mar Sara: Sceriffo
Sfuggito in qualche modo alla cattura, Jim Raynor si rifugia sulla colonia di frontiera di Mar Sara, dove grazie alla disperata necessità di qualcuno in grado di amministrare la giustizia riesce a convincere il magistrato confederato a sorvolare sui suoi precedenti e a nominarlo sceriffo.
Con l'aiuto del magistrato, Raynor riesce a portare ordine su Mar Sara, facilitando la nascita di una fiorente colonia, questo fino al giorno in cui il pianeta viene attaccato dagli Zerg nelle fasi iniziali della Guerra dello Sciame. Quando si rendono conto di come il governo confederato non abbia la minima intenzione di correre in aiuto della colonia attaccata, Jim e il Magistrato decidono di chiedere aiuto ai Figli di Khoral, un gruppo terrorista guidato dal ribelle Arcturus Mengsk, cui si uniscono dopo essere riusciti ad evacuare con successo buona parte dei coloni salvandoli dallo sciame.

### I figli di Khoral
Divenuto un collaboratore stretto di Mengsk, Jim inizia a colpire a più riprese gli interessi della confederazione su numerosi pianeti, nel tentativo apparente di provocare una ribellione contro il dominio che metta in luce i comportamenti criminali dei confederati e i suoi interessi politici ed economici nella guerra in corso a discapito della popolazione civile.
Su ordine di Arcuturs, poco prima di lasciare Mar Sara Jim si introduce in una struttura di ricerca confederata, dove vengono trovati i progetti per la realizzazione di un emettitore psionico capace, seppure in forma rudimentale, di controllare gli zerg. Raynor pensa che rendere pubblica l'esistenza di questi progetti possa essere la chiave per accusare i confederati di avere in qualche modo favorito la comparsa degli zerg nel settore koprulu, ma Mengsk all'opposto decide di servirsene per scatenare una gigantesca invasione zerg nei territori della confederazione, allo scopo di assottigliare il più possibile un esercito confederato altrimenti preponderante.
Nel frattempo, Jim intreccia anche una profonda amicizia con il luogotenente Sarah Kerrigan, un altro membro dei Figli di Khoral, che tuttavia, in nome della sua fedeltà a Mengsk per averla salvata dal controllo esercitato dai Confederati sui suoi Fantasmi, rifiuta di dare ascolto a Jim quando questi cerca di metterla in guardia dalle conseguenze della condotta sempre più spregiudicata e priva di scrupoli con cui Arcutrus porta avanti la sua campagna.
Il rapporto tra Raynor e Mengsk diventa così sempre più incrinato, anche a seguito della decisione di Arcturus di arruolare tra le sue file anche il generale confederato Edmund Duke, responsabile della scellerata politica confederata tenuta su Mar Sara che era costata la vita a tanti coloni; poi, quando durante l'assalto finale al dominio confederato su Tarsonis Kerrigan viene abbandonata da Mengsk sul pianeta nelle mani degli zerg, la spaccatura tra i due è completa.

### Su Char e Aiur
Resosi quindi conto che Mengsk, ormai assurto al ruolo di Imperatore del Dominio Terrestre, non combatteva per il bene della razza umana ma bensì per mera ambizione personale, Jim lo abbandona, e con la collaborazione del giovane comandante Matt Horner dà vita al gruppo ribelle dei Randagi di Raynor.
Dopo aver rubato la nave ammiraglia del dominio, l'Hyperion, Jim si dirige su Char alla ricerca di Kerrigan, solo per trovarla tramutata in uno zerg e ormai asservita all'Unica Mente. Nella stessa occasione poi lui e tutti i suoi compagni sono quasi uccisi dagli zerg, ma vengono salvati dall'Esecutore rinnegato Tassadar, di cui Jim diventa ben presto un grande amico, al punto di aiutarlo a mettere pace nel conflitto interno in corso tra i Protoss e ad abbattere l'Unica Mente liberando Aiur dal dominio Zerg.

### Il DTU
Mentre il Dominio Terrestre ed il resto del settore cercano ancora di riprendersi dalle conseguenze della sventata invasione zerg, dalla Terra sopraggiunge una immensa flotta sotto il controllo del Direttorato della Terra Unita (DTU), giunto fin lì con il compito di eradicare il Dominio, scacciare i Protoss ed asservire gli Zerg, dando vita ad un nuovo Impero Galattico Umano.
Kerrigan, ora assorta al ruolo di guida degli Zerg, propone a tutte le parti in lotta di coalizzarsi contro il nemico comune, così Jim si trova, seppur controvoglia, a combattere nuovamente al fianco di Mengsk.
Tuttavia, come il DTU viene sconfitto, Kerrigan rivela le sue vere intenzioni, e dopo aver sconfitto sia le flotte del Dominio che i resti dell'esercito Protoss (uccidendo oltretutto l'odiato Generale Duke, ma anche il Pretore Fenix, di cui Jim era grande amico) risparmia ancora una volta la vita a Raynor, che promette tuttavia di trovarla ed ucciderla.

### L'Alleanza con Valerian
Nei 4 anni successivi alla sconfitta del DTU Jim combatte a più riprese contro il Dominio, guadagnandosi un ampio consenso popolare nei sistemi periferici e spingendo sempre più pianeti a ribellarsi all'imperatore.
Quando poi gli Zerg ricompaiono all'interno dei confini dell'Impero, scatenando la Seconda Guerra dello Sciame, Jim, assieme ad un redivivo Tychus, inizia a sfruttare la situazione per assestare il colpo finale al Dominio, cercando però nel contempo di difendere quante più persone possibili, abbandonate a sé stesse in balia del nemico proprio come ai tempi della Confederazione; inoltre, assiste nel contempo l'amico nella ricerca di un antico manufatto Xel'Naga per conto della misteriosa Fondazione Moebius.
Quando il manufatto viene completato, però, Jim scopre che dietro la Fondazione vi è in realtà proprio il figlio del suo nemico, il Principe Valerian, il quale tuttavia ha deciso di ribellarsi al padre e che per questo gli offre il proprio aiuto; il piano di Valerian consiste infatti nell'attaccare Char e usare il dispositivo Xel'Naga appena ricostruito per invertire il processo di infestazione di Kerrigan, restituendole il suo aspetto umano e togliendole nel contempo il controllo dello sciame, cosa che di fatto porterebbe alla fine della guerra.
Più per salvare Kerrigan che per altri motivi (in quanto, malgrado non possa perdonarla per tutte le atrocità commesse, si sente ancora innamorato di lei), Jim accetta di lavorare al fianco di Valerian, e al termine di una invasione iniziata sotto i peggiori auspici il piano ha sorprendentemente successo, anche se subito dopo aver visto Kerrigan tornare un essere umano Jim è costretto ad uccidere il suo amico Tychus, che fin dall'inizio aveva complottato segretamente con l'Imperatore per uccidere sia lui che la Regina delle Lame.

### La sconfitta di Mengsk
Poco dopo la liberazione di Kerrigan, però, la stazione orbitale della Fondazione Moebius viene attaccata dalle truppe del Dominio, e nel tentativo di fuga che ne segue Jim viene catturato dal nemico.
In seguito, per minare una rivoluzione ormai prossima a scoppiare, viene diffusa la falsa notizia secondo cui il ribelle Raynor sarebbe stato giustiziato, ma ben presto Kerrigan, tornata ad essere la Regina delle Lame per adempiere al suo destino di protettrice della galassia dallo Xel'Naga rinnegato Amon, scopre che in realtà il suo amato è ancora vivo, e riesce a liberarlo.
Jim, però, si mostra molto deluso nel vedere Kerrigan nuovamente nei panni di uno zerg, ma dopo averla in un primo momento abbandonata decide di tornare sui suoi passi, assistendola nell'assalto finale a Khoral e salvandole la vita nel corso del combattimento risolutivo contro Mengsk, di cui finalmente può vedere la morte.

### La lotta contro Amon
A seguito della morte di Mengsk, Jim viene promosso da Valerian comandante in capo delle forze del Dominio Terrestre, ed in tale veste si trova subito a dover fare i conti con l'attacco a vari pianeti del settore da parte dei membri della Fondazione Moebius agli ordini di Amon.
Durante la decisiva, disperata battaglia per difendere Augustgrad, Jim e i Terran ricevono l'insperato aiuto di Artanis, giunto assieme ai protoss superstiti su Khoral per recuperare il manufatto Xel'Naga con cui sperano di poter fermare il Caduto. Grazie alla collaborazione tra Terran e Protoss l'attacco viene sventato, seppure al prezzo di enormi perdite da parte dei Terran, e a quel punto sia Jim che Valerian permettono ad Artanis di prendere il manufatto.

### Nel Vuoto
Dopo l'apparente sconfitta di Amon su Aiur, Jim viene contattato assieme ad Artanis da Kerrigan, da cui apprende che in realtà il Caduto è ancora vivo e si nasconde nel Vuoto, un mondo tra i mondi in cui un tempo risiedevano tutti gli Xel'Naga, e dove Amon tiene prigioniero l'ultimo di loro, Ouros.
Grazie all'attacco combinato di Terran, Protoss e Zerg Jim, Kerrigan e Artanis riescono a sconfiggere Duran/Narud, che dimostra di essere egli stesso uno Xel'Naga rinnegato, liberando Ouros, il quale, ormai troppo debole per potersi opporre ad Amon, decide di sacrificarsi e di passare il proprio ruolo di protettore della galassia a Kerrigan; Sarah, protetta dai Terran e dai Protoss, ascende quindi a propria volta a Xel'Naga, e dopo un ultimo, drammatico incontro con Jim si scaglia contro Amon, dando vita ad un attacco apparentemente suicida che però riesce a sconfiggere definitivamente il Caduto.
Jim, distrutto dalla ennesima perdita della sua amata, una volta tornato a casa rifiuta qualsiasi titolo o promozione nel neonato Dominio Terrestre, ritirandosi nuovamente su Mar Sara con nessun'altra compagnia se non il ricordo di tutto ciò che ha perduto nel corso della guerra. Sennonché, due anni dopo, Kerrigan torna miracolosamente da lui, di nuovo nei panni di un essere umano. Da quel giorno, sia Jim che Sarah scompaiono nel nulla.

## Creazione
Il personaggio di Raynor fu originariamente ideato da Chris Metzen e James Phinney, ideato come un uomo povero ma pericoloso, a partire dagli sviluppi di alcuni concept art di Metzen. In un'intervista, il doppiatore del personaggio Robert Clotworthy disse di aver basato la voce di Raynor su un particolare concept art che vide. Tale elaborato raffigurava Raynor a bordo di un Hoverbike con addosso abbigliamenti futuristici, e ciò diede a Clotworthy l'idea di un personaggio con cui la gente "avrebbe temuto di avere discussioni". Clotworthy dichiarò inoltre di ritenere ideale Clive Owen come interprete di Jim Raynor nel caso di un adattamento cinematografico della serie.
La sua figura è basata vagamente sull'omonimo personaggio del film Effetto allucinante del 1991, descritto da Metzen come un "grintoso poliziotto sotto copertura". Metzen ha inoltre affermato di ritenere Raynor come uno dei propri personaggi preferiti, poiché nonostante sia un uomo ordinario, ha incontrato personalmente e collaborato con diversi protagonisti della serie. In StarCraft II, Raynor è stato nuovamente doppiato da Robert Clotworthy.
Il personaggio di Raynor ha ricevuto recensioni positive dalla critica; la sua raffigurazione in StarCraft e Brood War è stata elogiata per la profondità del suo personaggio e per la qualità del doppiaggio di Clotworthy. È inoltre incluso nella classifica dei migliori eroi del videogioco.

## Altre apparizioni
Jim Raynor appare come personaggio selezionabile in Heroes of the Storm.